# 周新生
周新生（1956年8月—）山西临猗人，研究生学历，博士学位，教授。中国民主建国会会员。

## 生平
1974年3月至1977年4月，周新生在陕西省白水县插队。1977年4月起，在华山冶金车辆厂工作。1979年9月至1983年7月，在西安基础大学经济管理专业学习，获得学士学位。1983年7月，出任陕西财经学院助教。1985年9月至1988年7月，在陕西财经学院工业经济专业学习，获得硕士学位。1988年7月至2000年7月，历任陕西财经学院工作讲师、副教授、教授、工业经济系主任、研究生部主任、院长助理。其间，1989年5月加入中国民主建国会（简称“民建”）。1991年1月到1993年1月，在匈牙利布达佩斯大学、奥地利国家研究中心作访问学者。1996年7月到1999年9月，在辽宁大学企业管理专业学习，获得博士学位。
2000年7月，任陕西省审计厅副厅长。2007年7月，出任陕西省审计厅副厅长，民建陕西省第七届委员会副主委。2009年7月至2012年8月，任民建陕西省第七届委员会副主委，长安银行股份有限公司监事长。2012年8月，出任民建陕西省第八届委员会副主委，同时仍任长安银行股份有限公司监事长。
他是第九届民建中央委员，第十届陕西省政协常委、经济委员会副主任。他还担任中国工业经济学会副会长。2013年，他成为第十二届全国政协委员。